# مجموعة سي إف آي المالية
مجموعة سي إف آي المالية، هي شركة وساطة مالية عالمية تمتلك كيانات خاضعة للتنظيم في كل من لندن ولارنكا وبيروت وعمان ودبي وبورت لويس. مقرها الرئيسي يقع في دبي. تضيف سي إف آي أسواقًا جديدة وتتيح التداول على أكثر من 7000 منتج عبر 18 سوقًا عالميًا. حصلت سي إف آي على جائزة «أفضل منصة تداول للعام» من قبل مجلة إنتربرينور. واعتبرتها مجلة كابيتال فاينانس انترناشونال واحدة من أكبر الوسطاء وأكثرهم تفضيلاً في المنطقة مقدمة لها جائزة أفضل خدمات التداول المالي عبر الإنترنت لعام 2020. وهي مزود أسواق مالية عالمي بأكثر من 23 عامًا من الخبرة.

## نشأتها
أنشأت الشركة أول مكتب لها في لبنان، وتضم الشبكة الآن كيانات في لندن وموريشيوس وعمان ولارنكا ودبي. وحاليا تلبي سي إف آي احتياجات العملاء من الأفراد والمؤسسات من مكاتبها في أبراج الإمارات المالية في مركز دبي المالي العالمي (DIFC). بدات سي إف آي عملها في دبي عام 2017 حيث استلم إدارتها فريق قيادي بخبرة تجارية تمتد لأكثر من 30 عامًا.

## مكاتبها حول العالم
تنتشر مكاتب سي إف آي على مدى 5 دول هي المملكة المتحدة، لبنان، قبرص، الأردن، الإمارات العربية، وجمهورية موريشيوس. حيث تقع مكاتبها في كل من لندن حيث تتواجد CFI UK المرخصة والمنظمة من قبل هيئة السلوك المالي (FCA) في المملكة المتحدة، ولارنكا حيث فرعها المسمى شركة Credit Financier Invest (CFI) Ltd والمرخصة من قبل لجنة الأوراق المالية والبورصة القبرصية، وبيروت حيث يقع فرعها Credit Financier Invest - CFI ضمن مركز إليبس. بعدها مكتب عمان Credit Financial Invest for Financial Brokerage Ltd ضمن أبراج الرابية، ومقرها الرئيسي في دبي باسم Credit Financier Invest LTD والمرخص من قبل سلطة دبي للخدمات المالية. فرعها الأحدث يقع في بورت لويس

### الأردن
المسمى الرسمي للفرع الأردني هو الاعتماد المالي الاستثماري للوساطة المالية (Credit Financial Invest for Financial Brokerage). في سبتمبر 2017 كان لؤي عازر رئيس الفرع الأردني أول من يحصل على ترخيص رسمي للمزاولة تجارة الادوات المالية والاسهم والمنتجات على الإنترنت في الأردن وكان أيضا أول من تقدم للترخيص في المملكة في يونيو 2017. تم افتتاح المقر الرئيسي في منطقة الرابية في عمان. لاحقا أعلن لؤي عازر عن افتتاح مقار في كل من إربد، الزرقاء، العقبة، وعمان الشرقية.

## المنتجات ومجال النشاط
تقدم سي إف آي أكثر من 7000 عقد على فروقات الأسهم والعملات والسلع والمؤشرات وصناديق الاستثمار المتداولة من واجهة واحدة، وبنية أساسية قوية للتداول مدعومة بعمولات صفرية، وفروق أسعار تنافسية للغاية مع وصول تكلفة بعض المنتجات إلى الصفرز كما تقدم نموذج موجه لتوفير زمن انتقال منخفض وتنفيذ سريع، خاصة خلال الأسواق السريعة. بالإضافة إلى ذلك، توفر سي إف آي مير حساب مخصص وتقارير يومية للسوق وندوات مجانية عبر الإنترنت لجميع مستويات الخبرة. يتم تعيين مدير متمرس لكل عميل لتقديم خدمة عملاء مخصصة فردية. وتقدم خدمات استشارية مخصصة وتنشر رؤى السوق وتستضيف ندوات وحلقات دراسية عبر الإنترنت.

### المؤشرات
تشمل عقود الفروق (CFD) للأسهم والمنتجات المتداولة في البورصة (ETFs). علاوة على ذلك تغطي أسواقًا من الولايات المتحدة والمملكة المتحدة والنمسا وبلجيكا والدنمارك وفنلندا وفرنسا وألمانيا وهونغ كونغ وأيرلندا وإيطاليا واليابان وهولندا والنرويج والبرتغال وإسبانيا والسويد وسويسرا.

#### مؤشر الأسهم
مؤشر الأسهم، أو مؤشر سوق الأوراق المالية، هو مؤشر يقيس سوق الأوراق المالية، أو مجموعة فرعية من سوق الأوراق المالية، يساعد المستثمرين على مقارنة مستويات الأسعار الحالية مع الأسعار السابقة لحساب أداء السوق. يتم حسابه من أسعار الأسهم المختارة (عادة ما يكون متوسط حسابي مرجح). اثنان من المعايير الأساسية للمؤشر هما أنه قابل للاستثمار وشفاف : يمكن للمستثمرين الاستثمار في مؤشر سوق الأوراق المالية عن طريق شراء صندوق مؤشر، والذي تم تنظيمه إما كصندوق مشترك أو صندوق متداول في البورصة، و «تَتَبُّع» المؤشر. الفرق بين أداء صندوق المؤشر والمؤشر، إن وجد، يسمى خطأ التتبع. للحصول على قائمة مؤشرات سوق الأسهم الرئيسية، انظر قائمة مؤشرات سوق الأسهم.

#### مؤشر سوق الأسهم الآجل
يعتبر مؤشر سوق الأسهم الآجل عقدًا آجلًا يتم تسويته نقدًا على قيمة مؤشر معين في سوق الأوراق المالية. يقدر بنك التسويات الدولية معدل دوران السوق العالمية في العقود الآجلة لمؤشر الأسهم المتداولة في البورصة، بشكل افتراضي، لعام 2008، بمبلغ 130 تريليون دولار أمريكي. تُستخدم العقود الآجلة لمؤشر الأسهم للتحوط والتداول والاستثمارات. تُستخدم العقود الآجلة للمؤشر أيضًا كمؤشرات رائدة لتحديد معنويات السوق. يمكن أن يشمل التحوط باستخدام العقود الآجلة لمؤشر الأسهم التحوط ضد مجموعة من الأسهم أو خيارات مؤشر الأسهم. يمكن أن يتضمن التداول باستخدام العقود الآجلة لمؤشر الأسهم، على سبيل المثال، المتاجرة بالتقلبات (كلما زاد التقلب، زادت احتمالية جني الأرباح - عادةً جني أرباح صغيرة نسبيًا ولكنها منتظمة). يمكن أن ينطوي الاستثمار من خلال استخدام العقود الآجلة لمؤشر الأسهم على التعرض لسوق أو قطاع دون الحاجة إلى شراء الأسهم بشكل مباشر.

#### خيار مؤشر سوق الأسهم
خيار مؤشر سوق الأسهم هو نوع من الخيارات، مشتق مالي، يعتمد على مؤشرات الأسهم مثل إس وبي 500 أو مؤشر داو جونز الصناعي. وهي تمنح المستثمر الحق في شراء أو بيع مؤشر الأسهم الأساسي لفترة زمنية محددة. نظرًا لأن خيارات المؤشرات تعتمد على سلة كبيرة من الأسهم، فإن المستثمرين قادرون على التعرض للسوق ككل والاستفادة من التنويع. قد تكون خيارات المؤشرات مرتبطة بسعر «مؤشرات واسعة النطاق» مثل إس وبي 500 أو راسل 3000 أو «مؤشرات ضيقة القاعدة»، والتي تقتصر على صناعة معينة.

### فوركس
سوق العملات الأجنبية (الفوركس، FX، أو سوق العملات) هي سوق تداول عملات عالمي لامركزي حيث يتم التداول خارج البورصات. يحدد هذا السوق أسعار صرف العملات الأجنبية لكل عملة. يشمل جميع جوانب شراء وبيع وتبادل العملات بالأسعار الجارية أو المحددة. من حيث حجم التداول، فهو إلى حد بعيد أكبر سوق في العالم، يليه سوق الائتمان. المشاركون الرئيسيون في هذا السوق هم أكبر البنوك العالمية. تعمل المراكز المالية في جميع أنحاء العالم كقواعد للتداول بين مجموعة واسعة من أنواع متعددة من المشترين والبائعين على مدار الساعة، باستثناء عطلات نهاية الأسبوع. نظرًا لأن العملات يتم تداولها دائمًا في أزواج، فإن سوق الصرف الأجنبي لا يحدد القيمة المطلقة للعملة بل يحدد قيمتها النسبية عن طريق تحديد سعر السوق لعملة واحدة إذا تم دفعها بعملة أخرى. على سبيل المثال: دولار أمريكي واحد يساوي قيمة ما من الين أو قيمة أخرى من اليورو، إلخ.

### الأسهم
تتيح الشركة خدمة تداول أجزاء الأسهم، وهي ميزة تداول جديدة ومبتكرة من شأنها أن تؤمن للمستثمرين مشاركة أوسع وأكثر مرونة في الأسواق المالية العالمية. إذ تمنح هذه الميزة الفرصة لصغار المستثمرين بشكل عام والمستثمرين الباحثين عن مزيد من المرونة، القدرة على تداول أجزاء من السهم. يستطيع المستثمرون في سي أف أي تداول أسهم أكثر من 300 شركة بنسبة تصل إلى 10٪ من السهم الكامل، مع خطط لإضافة مجموعة أوسع من الأسواق في المستقبل القريب.

### صناديق التبادلات التجارية
الصناديق المتداولة في البورصة (ETF) هي نوع من صناديق الاستثمار والمنتجات المتداولة في البورصة. تتشابه صناديق الاستثمار المتداولة في كثير من النواحي مع الصناديق المشتركة، باستثناء أن صناديق الاستثمار المتداولة يتم شراؤها وبيعها من مالكين آخرين على مدار اليوم في البورصات بينما يتم شراء الصناديق المشتركة وبيعها من المُصدر بناءً على سعرها في نهاية اليوم. تحتفظ صناديق الاستثمار المتداولة (ETF) بأصول مثل الأسهم والسندات والعملات والعقود الآجلة و / أو السلع مثل سبائك الذهب، وتعمل بشكل عام بآلية المراجحة المصممة لإبقائها في التداول بالقرب من صافي قيمة أصولها،  على الرغم من إمكانية حدوث انحرافات في بعض الأحيان. معظم صناديق الاستثمار المتداولة هي صناديق مؤشرات أي أنها تمتلك نفس الأوراق المالية بنفس نسب مؤشر سوق الأسهم أو مؤشر سوق السندات. تكرر أكثر صناديق الاستثمار المتداولة شيوعًا في الولايات المتحدة مؤشر S&P 500، أو مؤشر السوق الإجمالي، أو مؤشر NASDAQ-100، أو سعر الذهب، أو أسهم «النمو» في مؤشر Russell 1000، أو مؤشر أكبر شركات التكنولوجيا. باستثناء صناديق الاستثمار المتداولة غير الشفافة المدارة بشكل فعال، في معظم الحالات، يتم نشر قائمة الأسهم التي تمتلكها كل مؤسسة من صناديق الاستثمار المتداولة، بالإضافة إلى أوزانها، يوميًا على موقع الويب الخاص بالجهة المصدرة. أكبر صناديق الاستثمار المتداولة لديها رسوم سنوية بنسبة 0.03 ٪ من المبلغ المستثمر، أو حتى أقل، على الرغم من أن صناديق الاستثمار المتداولة المتخصصة يمكن أن يكون لها رسوم سنوية تزيد عن 1 ٪ من المبلغ المستثمر. يتم دفع هذه الرسوم لمُصدر ETF من توزيعات الأرباح المستلمة من الحيازات الأساسية أو من بيع الأصول.

## التقنية
تستعمل CFI منصة ميتاتريدر 5، وهي تمثل الجيل الجديد في منصات التداول وواحدة من أكثر واجهات التداول استخدامًا في العالم. الميتاتريرد بجميع نسخها هي المنصة الأكثر استخداماً وشيوعاً. تتضمن منصة ميتاتريرد ٥ من CFI العديد من الميزات الإضافية ومجموعة واسعة من المنتجات بما فيهم الأسهم والعملات والسلع والمؤشرات وصناديق لاستثمار المدرجة. كما تستعمل منصة سي تريدر.

## الجوائز العالمية
حازت سي إف أي عبر السنوات على عدة جوائز وتقيمات دولية. ففي عام 2021 حصلت عن منطقة الشرقة الأوسط على جائزة أفضل تجربة مستخدم للتداول من قبل مجلة إنتربرينور العالمية. وفي عام 2020 حصدت ثلاث جوائز هي وسيط فوركس الأكثر ابتكارًا المقدمة من مجلة التمويل الدولي ومنصة التداول للعام بواسطة مجلة التمويل الدولي، وأفضل خدمات التداول المالي عبر الإنترنت أيضا بواسطة مجلة التمويل الدولي.
ضمن عام 2019 حدت على تقيم أفضل الأفضل، ضمن أفضل حل للعلامة البيضاء المقدمة من قبل جائزة JFEX لريادة الأعمال. أما في عام 2018 فأيضا حصلت على تقيم أفضل الأفضل ضمن أفضل وسيط تنفيذ فوركس والمقدمة أيضا من قبل جائزة JFEX لريادة الأعمال. عام 2016 فازت بجائزة أفضل وسيط فوركس في آسيا خلال معرض موسكو المالي.
وفي عام 2015 حصلت على ثلاث جوائز هي أفضل تنفيذ المقدمة من معرض الصين المالي وجائزة أفضل خدمة عملاء فوركس ضمن جائزة JFEX لريادة الأعمال وجائزة أفضل وسيط فوركس منظم المنظمة بواسطة معرض المال السعودي.

## الرعايات
- مؤسسة الحسين للسرطان: تم توقيع مذكرة تفاهم بحيث تقوم سي إف آي بدعم صناديق الخير التابعة لمؤسسة ومركز الحسين للسرطان، والتي توجه تبرعاتها لعلاج المرضى الأقل حظاً في المركز، كما تمنح الشركة الفرصة لعملائها للتبرع بمبلغ محدد مع كل عملية تداول في الأسواق الأجنبية وبدورها ستقوم الشركة بالتبرع بـنفس المبلغ.
- في حزيران 2019 وقع اتحاد كرة السلة الأردني على اتفاقية شراكة مع المجموعة لدعم المنتخب الوطني لكرة السلة، إلى جانب تسمية دوري كرة السلة بدوري CFI.[36][37]